# Vigolo Vattaro
Vigolo Vattaro (deutsch veraltet: Walzburg) ist eine Fraktion der italienischen Gemeinde (comune) Altopiano della Vigolana und war bis 2015 eine eigenständige Gemeinde im Trentino in der autonomen Region Trentino-Südtirol.

## Geographie

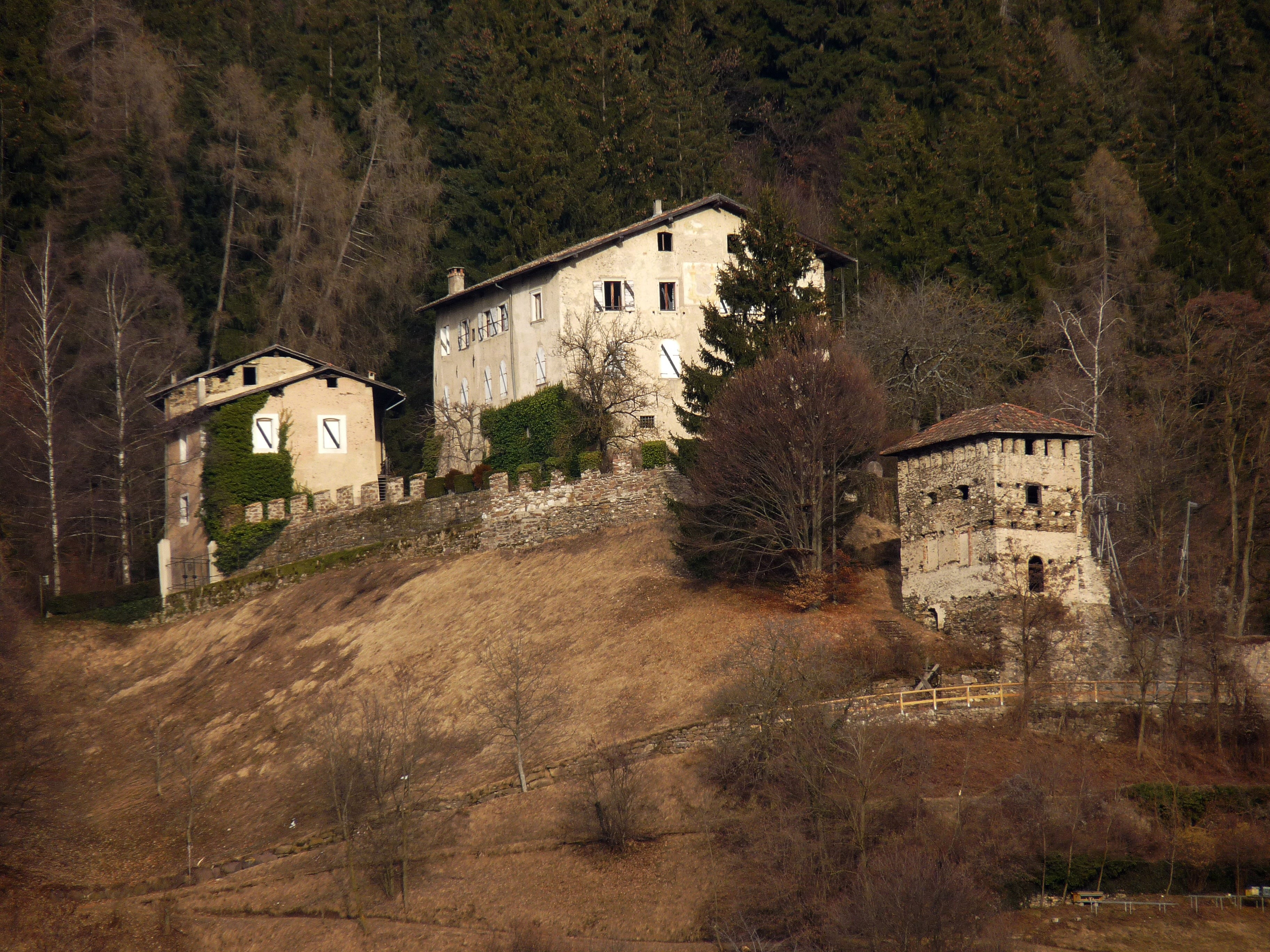
Castel Vigolo oberhalb von Vigolo Vattaro

Vigolo Vattaro liegt auf der Hochebene der Vigolana, etwa 8 Kilometer von Trient und 3 Kilometer vom Caldonazzosee entfernt auf einer Höhe von 725 m.s.l.m. Die Gemeinde gehörte der Talgemeinschaft Alta Valsugana e Bersntol an. Die Nachbargemeinden waren Pergine Valsugana, Bosentino und Besenello.

## Geschichte
Am 1. Januar 2016 schloss sich Vigolo Vattaro mit den Gemeinden Bosentino, Centa San Nicolò und Vattaro zur neuen Gemeinde Altopiano della Vigolana zusammen.

## Gemeindepartnerschaft
Seit 2013 besteht eine Gemeindepartnerschaft mit dem unterfränkischen Theilheim. Theilheim und Vigolo Vattaro führen auch EU-Projekte durch.

## Sonstiges
Seit 2006 findet alljährlich die gastronomische Wanderung Camina e magna statt.

## Söhne und Töchter
- Amabile Lucia Visintainer (1865–1942), Heilige Pauline, Gründerin der Kleinen Schwestern von der Unbefleckten Empfängnis